# Szyndzielnia
Szyndzielnia (dříve Szędzielnia nebo Gaciok, německy Kamitzerplatte, Kamnitzerplatte) je vrchol ve Slezských Beskydech, v katastrálním území města Bílsko-Bělá. Nachází na severně od vrcholu Klimczoka, od kterého ji odděluje mělké sedlo. Svahy hory jsou porostlé smíšenými lesy, zastoupené bukovými a jehličnatými lesy (smrk a borovice). Na svahu tzv. Małego Gronia rostou modříny.

## Název
Název hory je odvozen od šindelů (polsky szyndziółków), které vyráběli místní horalé. Název Gaciok používají staří horalé ze Szczyrku a je odvozen od gaci čili bílých vlněných kalhot, které nosili horalé pracující na úbočích hory. Na hřbetu, který se svažuje na jih k Dębowci, se nacházela velká polana nazývaná Hala Kamienicka.

## Turistika
Pod vrcholem Szyndzielné v nadmořské výšce 1001 m n. m. se nachází turistická chata Schronisko PTTK na Szyndzielni, která byla postavena v roce 1897 spolkem Beskidenverein. Chata byla přestavěna v letech 1954–1957.
Pod turistickou chatou se nachází alpinum o rozloze 400 m2, které bylo založeno v roce 1905 a zahrnovalo rostliny charakteristické pro Beskydy a také pro východní Alpy. Po druhé světové válce o alpinum pečoval bílský oddíl PTTK. Postupem doby alpinum pustlo až v roce 2010 byl vydán zákaz vstupu na pozemek z důvodu bezpečnosti. V roce 2011 nákladem 40 000 zlotých bylo alpinum revitalizováno (odstraněny náletové rostliny, provedena inventarizace rostlin, upraven terén a dosazeny nové rostliny). O alpinum pečuje nadlesnictví v Bílsku (Nadleśnictwo Bielsko), které jej zahrnulo do naučné stezky.
Z Olszówki vede na Szyndzielnou gondolová lanová dráha, která byla postavena v letec 1950–1953, na které byla v letech 1994–1994 provedena generální oprava. U horní stanice lanové dráhy se nachází rozhledna postavená v roce 2015. Ocelová věž o váze 30 tun je vysoká 18 m.
U turistické chaty se nachází křižovatka turistických tras, kterými je možné dojít do Wapienice, Olszówky, Bystre, Szczyrku, Brenné, Javoří, a také na Klimczok, Błatou, Kozí horu.
Turistické trasy:
- červená turistická trasa vede z Cygańskiego Lasu (dříve nazývaného Parkiem Ludowym) v Bílsku–Bělé přes Dębowiec a Cuberniok
- žlutá turistická trasa vede z Bílsko–Bělé přes Kozí horu
- zelená turistická trasa vede z Horní Olszówki (Olszówki Górnej) přes Dębowiec
- žlutá turistická trasa vede z Wapienice
- červená turistická trasa vede z Klimczoka